# Hoa hậu Hòa bình Việt Nam 2022
Hoa hậu Hòa bình Việt Nam 2022 (tiếng Anh: Miss Grand Vietnam 2022) là cuộc thi sắc đẹp cấp quốc gia của Việt Nam. lần đầu tiên được tổ chức tại Nhà thi đấu Phú Thọ, Quận 11, Thành phố Hồ Chí Minh vào ngày 1 tháng 10 năm 2022. Hoa hậu Hòa bình Quốc tế 2021 Nguyễn Thúc Thùy Tiên đã trao vương miện cho người chiến thắng  là cô Đoàn Thiên Ân đến từ Long An.

## Kết quả

### Thứ hạng
| Kết quả                                                  | Thí sinh | Vị trí Quốc tế                                      |
| -------------------------------------------------------- | --- | --------------------------------------------------- |
| Hoa hậu Hòa bình Việt Nam 2022 (Miss Grand Vietnam 2022) | - Long An - Đoàn Thiên Ân | - Top 20 – Hoa hậu Hòa bình Quốc tế 2022            |
| Á hậu 1                                                  | - Lâm Đồng - Chế Nguyễn Quỳnh Châu |                                                     |
| Á hậu 2                                                  | - Thành phố Hồ Chí Minh - Trần Tuyết Như | - Á hậu 1 – Hoa hậu Thanh lịch Trung Hoa-Asean 2017 |
| Á hậu 3                                                  | - Quảng Trị - Trần Nguyên Minh Thư |                                                     |
| Á hậu 4                                                  | - Thành phố Hồ Chí Minh - Ngô Thị Quỳnh Mai | - Top 12 – Asia's Next Top Model 2016               |
| Top 10                                                   | - Hà Nội - Đỗ Trần Tuệ Anh (§) - Hà Nội - Chu Lê Vi Anh - An Giang - Bùi Lý Thiên Hương - Cao Bằng - Lê Minh Phượng (¥) - Thành phố Hồ Chí Minh - Nguyễn Thị Hồng Tuyết   |                                                     |
| Top 15                                                   | - Hà Nội - Phạm Thùy Dương - Thái Bình - Lê Thị Hồng Hạnh - không khung Đắk Lắk - Nguyễn Tiểu Hồng - Quảng Ninh - Vũ Thị Thảo Ly                                          |                                                     |
| Top 15                                                   | - Thành phố Hồ Chí Minh - Đỗ Trịnh Quỳnh Như | - Tham dự – Miss Model of The World 2017            |
| Top 15                                                   | - Quảng Nam - Võ Thị Thương |                                                     |
| Top 20                                                   | - Cần Thơ - Đinh Thị Mỹ Ái - không khung Đắk Lắk - Nguyễn Thị Diễm - Thành phố Hồ Chí Minh - Lê Thị Kim Huyền - Long An - Nguyễn Anh Thư - Quảng Nam - Trần Thị Thùy Trâm |                                                     |

- (§) - Thí sinh vào thẳng Top 10 do chiến thắng phần thi Người đẹp Truyền cảm hứng.
- (¥) - Thí sinh vào thẳng Top 10 do chiến thắng giải thưởng Người đẹp được yêu thích nhất.

### Thứ tự công bố
| 1. Bùi Lý Thiên Hương 2. Nguyễn Thị Hồng Tuyết 3. Đinh Thị Mỹ Ái 4. Võ Thị Thương 5. Chu Lê Vi Anh 6. Lê Thị Hồng Hạnh 7. Trần Thị Thùy Trâm 8. Trần Nguyên Minh Thư 9. Nguyễn Thị Diễm 10. Phạm Thùy Dương 11. Trần Tuyết Như 12. Ngô Thị Quỳnh Mai 13. Nguyễn Tiểu Hồng 14. Đỗ Trần Tuệ Anh 15. Vũ Thị Thảo Ly 16. Đỗ Trịnh Quỳnh Như 17. Chế Nguyễn Quỳnh Châu 18. Lê Thị Kim Huyền 19. Đoàn Thiên Ân 20. Nguyễn Anh Thư | 1. Vũ Thị Thảo Ly 2. Nguyễn Thị Hồng Tuyết 3. Võ Thị Thương 4. Chu Lê Vi Anh 5. Lê Thị Hồng Hạnh 6. Trần Nguyên Minh Thư 7. Phạm Thùy Dương 8. Trần Tuyết Như 9. Ngô Thị Quỳnh Mai 10. Nguyễn Tiểu Hồng 11. Đỗ Trần Tuệ Anh 12. Bùi Lý Thiên Hương 13. Đỗ Trịnh Quỳnh Như 14. Chế Nguyễn Quỳnh Châu 15. Đoàn Thiên Ân | 1. Đỗ Trần Tuệ Anh 2. Trần Tuyết Như 3. Ngô Thị Quỳnh Mai 4. Nguyễn Thị Hồng Tuyết 5. Trần Nguyên Minh Thư 6. Bùi Lý Thiên Hương 7. Chu Lê Vi Anh 8. Chế Nguyễn Quỳnh Châu 9. Đoàn Thiên Ân 10. Lê Minh Phượng | 1. Trần Nguyên Minh Thư 2. Trần Tuyết Như 3. Chế Nguyễn Quỳnh Châu 4. Đoàn Thiên Ân 5. Ngô Thị Quỳnh Mai |

## Giải thưởng phụ
| Giải thưởng                                       | Thí sinh                      |
| Người đẹp được yêu thích nhất (Miss Popular Vote) | - 052 – Lê Minh Phượng        |
| Người đẹp Truyền cảm hứng được yêu thích nhất     | - 400 – Đỗ Trần Tuệ Anh       |
| Best in Swimsuit                                  | - 208 – Bùi Lý Thiên Hương    |
| Best in Swimsuit (Fans Vote)                      | - 117 – Ngô Thị Quỳnh Mai     |
| We Are Diamond by Diamond Fitness Center          | - 117 – Ngô Thị Quỳnh Mai     |
| Best Catwalk                                      | - 490 – Võ Thị Thương         |
| Best in Evening Gown                              | - 548 – Đỗ Trịnh Quỳnh Như    |
| Workshop Lead The Future by Power English         | - 548 – Đỗ Trịnh Quỳnh Như    |
| Best Introduction                                 | - 426 – Đinh Thị Mỹ Ái        |
| Best Introduction Video                           | - 278 – Nguyễn Tâm Như        |
| Best National Costume (Fans Vote)                 | - 526 – Lê Thị Kim Huyền      |
| Trình diễn Trang phục dân tộc ấn tượng            | - 465 – Huỳnh Thới Ngọc Thảo  |
| Thuyết trình về Hoà bình hay nhất                 | - 369 – Đoàn Thiên Ân         |
| Người đẹp Elasten                                 | - 228 – Chế Nguyễn Quỳnh Châu |
| Top Bikini by Vera                                | - 378 – Nguyễn Thị Hồng Tuyết |
| Miss Grand TikTok                                 | - 122 – Hoàng Thị Kim Chi     |

## Các phần thi

### Best Profile Picture
| Kết quả     | Thí sinh                      |
| Chiến thắng | - 465 – Huỳnh Thới Ngọc Thảo  |
| Giải nhì    | - 228 – Chế Nguyễn Quỳnh Châu |
| Giải ba     | - 208 – Bùi Lý Thiên Hương    |

### Người đẹp Truyền cảm hứng
| Kết quả     | Thí sinh |
| Chiến thắng | - 400 – Đỗ Trần Tuệ An |
| Top 18      | - 103 – Nguyễn Thị Vân Anh - 117 – Ngô Thị Quỳnh Mai - 122 – Hoàng Thị Kim Chi - 123 – Nguyễn Tiểu Hồng - 182 – Bùi Thị Thục Hiền - 208 – Bùi Lý Thiên Hương - 228 – Chế Nguyễn Quỳnh Châu - 273 – Vũ Như Quỳnh - 335 – Vũ Thị Hà - 345 – Trần Tuyết Như - 362 – Nguyễn Thị Trúc Quỳnh - 369 – Đoàn Thiên Ân - 378 – Nguyễn Thị Hồng Tuyết - 419 – Mai Thị Ngọc Tâm - 490 – Võ Thị Thương - 515 – Nguyễn Thị Diễm - 816 – Nguyễn Hải Âu |

### Top 5 Ấn Tượng
| Kết quả     | Thí sinh |
| Chiến thắng | - 114 – Nguyễn Khánh Linh - 122 – Hoàng Thị Kim Chi - 228 – Chế Nguyễn Quỳnh Châu - 465 – Huỳnh Thới Ngọc Thảo - 816 – Nguyễn Hải Âu |

### Best in Swimsuit
| Kết quả     | Thí sinh |
| Chiến thắng | - 208 – Bùi Lý Thiên Hương |
| Top 10      | - 103 – Nguyễn Thị Vân Anh - 111 – Chu Lê Vi Anh - 113 – Nguyễn Anh Thư - 228 – Chế Nguyễn Quỳnh Châu - 232 – Trần Thị Thùy Trâm - 340 – Vũ Thị Thảo Ly - 345 – Trần Tuyết Như - 400 – Đỗ Trần Tuệ Anh - 490 – Võ Thị Thương |

### We re Diamond by Diamond Fitness Center[7]
| Kết quả     | Thí sinh |
| Chiến thắng | - 117 – Ngô Thị Quỳnh Mai |
| Top 18      | - 052 – Lê Minh Phượng - 088 – Nguyễn Thị Thùy Vi - 111 – Chu Lê Vi Anh - 116 – Trần Nguyên Minh Thư - 122 – Hoàng Thị Kim Chi - 146 – Phạm Thùy Dương - 208 – Bùi Lý Thiên Hương - 228 – Chế Nguyễn Quỳnh Châu - 234 – Trần Thị Thanh - 369 – Đoàn Thiên Ân - 378 – Nguyễn Thị Hồng Tuyết - 465 – Huỳnh Thới Ngọc Thảo - 526 – Lê Thị Kim Huyền - 465 – Huỳnh Thới Ngọc Thảo - 526 – Lê Thị Kim Huyền |

### Workshop "Lead The Future" by Power English[8]
| Kết quả     | Thí sinh                                        |
| Chiến thắng | - 548 – Đỗ Trịnh Quỳnh Như                      |
| Giải nhì    | - 228 – Chế Nguyễn Quỳnh Châu                   |
| Giải ba     | - 400 – Đỗ Trần Tuệ Anh                         |
| Top 5       | - 111 – Chu Lê Vi Anh - 117 – Ngô Thị Quỳnh Mai |

### Top Bikini by Vera
| Kết quả     | Thí sinh |
| Chiến thắng | - 378 – Nguyễn Thị Hồng Tuyết |
| Giải nhì    | - 228 – Chế Nguyễn Quỳnh Châu |
| Giải ba     | - 462 – Phạm Thị Phương Trinh |
| Top 10      | - 114 – Nguyễn Khánh Linh - 117 – Ngô Thị Quỳnh Mai - 122 – Hoàng Thị Kim Chi - 123 – Nguyễn Tiểu Hồng - 208 – Bùi Lý Thiên Hương - 465 – Huỳnh Thới Ngọc Thảo - 526 – Lê Thị Kim Huyền |

### Best National Costume
| Kết quả     | Trình diễn | Trang phục | Nhà thiết kế |
| Chiến thắng | - Phạm Ngọc Phương Anh | Trúc Chỉ | - Trần Thanh Tâm |
| Giải nhì    | - 103 – Nguyễn Thị Vân Anh | Cô em Dao đỏ | - Phạm Minh Hiếu |
| Giải ba     | - Nguyễn Lê Ngọc Thảo | Giá đồng Thiên phủ | - Bùi Thế Lộc |
| Top 15      | - 232 – Trần Thị Thùy Trâm - Nguyễn Hà Kiều Loan - Trần Tiểu Vy - 369 – Đoàn Thiên Ân - Trương Thị Diệu Ngọc - 569 – Hoàng Thị Mai Thảo - 426 – Đinh Thị Mỹ Ái - 577 – Cao Thị Cẩm Tú - 721 – Bùi Bích Diệp - Huỳnh Thị Thùy Dung - 548 – Đỗ Trịnh Quỳnh Như - 119 – Trần Thị Khánh Linh | - Non xanh nước biếc - Rồng Rằm Tây Ninh - Liên Sắc - Sắc Liên Hương - Đà Nẵng - Vũ khúc Ánh sáng - Trúc Vân - Xuống phố Sài Gòn - Hủ tiếu Mỹ Tho - Phù Đổng Xung Thiên - Mùa Nước Lên - Ngũ Hổ Pốp-Úp - Ngày Xuân Vui Cưới | - Nguyễn Duy Hậu - Phan Trần Duy Hoàng - Thái Thùy Linh - Nguyễn Việt Hương - Nguyễn Minh Đức - Võ Văn Còn - Lê Hữu Nhân - Phạm Mạnh Cường - Bùi Hoài Duy - Hoàng Khương - Nguyễn Hùng Bảo - Nguyễn Đức Lương |

## Ban giám khảo
| Họ và tên             | Nghề nghiệp, Danh hiệu                                            | Vai trò                  |
| --------------------- | ----------------------------------------------------------------- | ------------------------ |
| Hà Kiều Anh           | Hoa hậu Toàn quốc Báo Tiền Phong 1992                             | Trưởng ban giám khảo     |
| Hoàng Nhật Nam        | Đạo diễn                                                          | Phó trưởng ban giám khảo |
| Nguyễn Thúc Thùy Tiên | Á khôi 1 Hoa khôi Nam Bộ 2017 Hoa hậu Hòa bình Quốc tế 2021       | Thành viên               |
| Nguyễn Minh Tiệp      | Diễn viên                                                         | Thành viên               |
| Nguyễn Thị Anh Thư    | Siêu mẫu, Diễn viên                                               | Thành viên               |
| Nguyễn Minh Tú        | Giải Bạc Siêu mẫu Việt Nam 2013 Hoa hậu Siêu quốc gia châu Á 2018 | Thành viên               |
| Nguyễn Hà Kiều Loan   | Á hậu 1 Hoa hậu Thế giới Việt Nam 2019                            | Thành viên               |
| Đỗ Long               | NTK                                                               | Thành viên               |

## Phần thi ứng xử
Ở phần thi ứng xử, Đoàn Thiên Ân nhận câu hỏi: "Đa số các bạn trẻ thời nay đã sống thờ ơ và vô cảm, em nghĩ gì về điểu này?".
Thiên Ân trả lời:
"Thờ ơ, vô cảm hay ích kỷ đều là một loại cảm xúc. Mà đã là cảm xúc thì nó tồn tại trong tất cả mọi người không riêng gì giới trẻ. Vì vậy, nếu nói giới trẻ thờ ơ hay ích kỷ thì nó chỉ là một phần trong đó, quan trọng hơn hết thay vì chúng ta chỉ trích hay đặt câu hỏi tại sao họ lại như vậy. Bên cạnh đó, hãy giáo dục cho giới trẻ thấy rằng gia đình sẽ là nơi nung nấu, cội nguồn cho sự yêu thương của họ được dâng trao hơn".

## Các thí sinh
Có tổng cộng 50 thí sinh tham gia cuộc thi:
| SBD | Họ và tên thí sinh     | Năm sinh | Chiều cao               | Quê quán              | Ghi chú                                                                       |
| --- | ---------------------- | -------- | ----------------------- | --------------------- | ----------------------------------------------------------------------------- |
| 010 | Nguyễn Thị Kiều My     | 1999     | 1,66 m (5 ft 5+1⁄2 in)  | Tây Ninh              |                                                                               |
| 052 | Lê Minh Phượng         | 1998     | 1,72 m (5 ft 7+1⁄2 in)  | Cao Bằng              | Top 10 Người đẹp được yêu thích nhất                                          |
| 057 | Đặng Thị Mỹ Khôi       | 1997     | 1,66 m (5 ft 5+1⁄2 in)  | Thành phố Hồ Chí Minh |                                                                               |
| 081 | Dương Phạm Kỳ Duyên    | 2002     | 1,67 m (5 ft 5+1⁄2 in)  | Hà Nội                |                                                                               |
| 088 | Nguyễn Thị Thùy Vi     | 2000     | 1,72 m (5 ft 7+1⁄2 in)  | Trà Vinh              |                                                                               |
| 101 | Trần Vũ Hương Trà      | 1998     | 1,68 m (5 ft 6 in)      | Hà Nội                |                                                                               |
| 103 | Nguyễn Thị Vân Anh     | 2000     | 1,75 m (5 ft 9 in)      | Bình Dương            |                                                                               |
| 111 | Chu Lê Vi Anh          | 1998     | 1,68 m (5 ft 6 in)      | Hà Nội                | Top 10                                                                        |
| 113 | Nguyễn Anh Thư         | 1994     | 1,79 m (5 ft 10+1⁄2 in) | Long An               | Top 20                                                                        |
| 114 | Nguyễn Khánh Linh      | 2000     | 1,68 m (5 ft 6 in)      | Hà Nội                | Top 5 Ấn tượng                                                                |
| 116 | Trần Nguyên Minh Thư   | 2001     | 1,70 m (5 ft 7 in)      | Quảng Trị             | Á hậu 3                                                                       |
| 117 | Ngô Thị Quỳnh Mai      | 1995     | 1,73 m (5 ft 8 in)      | TP HCM                | Á hậu 4 Best in Swimsuit (Fans Vote) We Are Diamond by Diamond Fitness Center |
| 119 | Trần Thị Khánh Linh    | 2003     | 1,67 m (5 ft 5+1⁄2 in)  | Hà Tĩnh               |                                                                               |
| 122 | Hoàng Thị Kim Chi      | 1997     | 1,68 m (5 ft 6 in)      | Quảng Trị             | Top 5 Ấn Tượng Miss Grand TikTok                                              |
| 123 | Nguyễn Tiểu Hồng       | 2003     | 1,72 m (5 ft 7+1⁄2 in)  | Đắk Lắk               | Top 15                                                                        |
| 146 | Phạm Thùy Dương        | 2003     | 1,70 m (5 ft 7 in)      | Hà Nội                | Top 15                                                                        |
| 175 | Phù Thị Phương Trang   | 2002     | 1,67 m (5 ft 5+1⁄2 in)  | Thành phố Hồ Chí Minh |                                                                               |
| 182 | Bùi Thị Thục Hiền      | 2000     | 1,68 m (5 ft 6 in)      | Thành phố Hồ Chí Minh |                                                                               |
| 189 | Nguyễn Thị Mỹ Duyên    | 2002     | 1,76 m (5 ft 9+1⁄2 in)  | An Giang              |                                                                               |
| 208 | Bùi Lý Thiên Hương     | 1996     | 1,73 m (5 ft 8 in)      | An Giang              | Top 10 Best in Swimsuit                                                       |
| 215 | Nguyễn Thanh Trâm      | 2002     | 1,72 m (5 ft 7+1⁄2 in)  | Thành phố Hồ Chí Minh |                                                                               |
| 228 | Chế Nguyễn Quỳnh Châu  | 1994     | 1,75 m (5 ft 9 in)      | Lâm Đồng              | Á hậu 1 Top 5 Ấn Tượng Người đẹp Elasten                                      |
| 234 | Trần Thị Thanh Nhật    | 2002     | 1,71 m (5 ft 7+1⁄2 in)  | Thái Bình             |                                                                               |
| 232 | Trần Thị Thùy Trâm     | 1996     | 1,68 m (5 ft 6 in)      | Quảng Nam             | Top 20                                                                        |
| 273 | Vũ Như Quỳnh           | 1999     | 1,68 m (5 ft 6 in)      | Gia Lai               |                                                                               |
| 278 | Nguyễn Tâm Như         | 2000     | 1,67 m (5 ft 5+1⁄2 in)  | An Giang              | Best Introduction Video                                                       |
| 305 | Nguyễn Thị Quỳnh Trang | 2000     | 1,68 m (5 ft 6 in)      | Nghệ An               |                                                                               |
| 311 | Nguyễn Thị Diễm Trân   | 1998     | 1,70 m (5 ft 7 in)      | Bến Tre               |                                                                               |
| 335 | Vũ Thị Hà              | 1995     | 1,65 m (5 ft 5 in)      | Thanh Hóa             |                                                                               |
| 340 | Vũ Thị Thảo Ly         | 1999     | 1,67 m (5 ft 5+1⁄2 in)  | Quảng Ninh            | Top 15                                                                        |
| 345 | Trần Tuyết Như         | 1995     | 1,70 m (5 ft 7 in)      | TP HCM                | Á hậu 2                                                                       |
| 362 | Nguyễn Thị Trúc Quỳnh  | 1998     | 1,71 m (5 ft 7+1⁄2 in)  | Bà Rịa – Vũng Tàu     |                                                                               |
| 369 | Đoàn Thiên Ân          | 2000     | 1,75 m (5 ft 9 in)      | Long An               | Hoa hậu Hòa bình Việt Nam 2022 Thuyết trình về Hòa bình hay nhất              |
| 378 | Nguyễn Thị Hồng Tuyết  | 1994     | 1,67 m (5 ft 5+1⁄2 in)  | Thành phố Hồ Chí Minh | Top 10 Top Bikini by Vera                                                     |
| 400 | Đỗ Trần Tuệ Anh        | 2002     | 1,72 m (5 ft 7+1⁄2 in)  | Hà Nội                | Top 10 Người đẹp Truyền cảm hứng                                              |
| 419 | Mai Thị Ngọc Tâm       | 1994     | 1,69 m (5 ft 6+1⁄2 in)  | TP HCM                |                                                                               |
| 426 | Đinh Thị Mỹ Ái         | 1997     | 1,66 m (5 ft 5+1⁄2 in)  | Cần Thơ               | Top 20 Best Introduction                                                      |
| 462 | Phạm Thị Phương Trinh  | 2003     | 1,72 m (5 ft 7+1⁄2 in)  | Quảng Nam             |                                                                               |
| 465 | Huỳnh Thới Ngọc Thảo   | 1994     | 1,65 m (5 ft 5 in)      | Bình Dương            | Best Profile Picture Top 5 Ấn Tượng Trình diễn Trang phục dân tộc ấn tượng    |
| 490 | Võ Thị Thương          | 2002     | 1,67 m (5 ft 5+1⁄2 in)  | Quảng Nam             | Top 15 Best Catwalk                                                           |
| 515 | Nguyễn Thị Diễm        | 1996     | 1,70 m (5 ft 7 in)      | Đắk Lắk               | Top 20                                                                        |
| 526 | Lê Thị Kim Huyền       | 1999     | 1,77 m (5 ft 9+1⁄2 in)  | Thành phố Hồ Chí Minh | Top 20 Best National Costume (Fans Vote)                                      |
| 548 | Đỗ Trịnh Quỳnh Như     | 1997     | 1,75 m (5 ft 9 in)      | Thành phố Hồ Chí Minh | Top 15 Best in Evening Gown Workshop "Lead The Future" by Power English       |
| 556 | Đặng Thị Tứ            | 2000     | 1,72 m (5 ft 7+1⁄2 in)  | Quảng Nam             |                                                                               |
| 569 | Hoàng Thị Mai Thảo     | 1998     | 1,68 m (5 ft 6 in)      | Bình Phước            |                                                                               |
| 577 | Cao Thị Cẩm Tú         | 1998     | 1,77 m (5 ft 9+1⁄2 in)  | Tiền Giang            |                                                                               |
| 720 | Lê Thị Hồng Hạnh       | 2000     | 1,68 m (5 ft 6 in)      | Thái Bình             | Top 15                                                                        |
| 721 | Bùi Bích Diệp          | 1997     | 1,66 m (5 ft 5+1⁄2 in)  | Hà Nội                |                                                                               |
| 816 | Nguyễn Hải Âu          | 1997     | 1,65 m (5 ft 5 in)      | Nghệ An               | Top 5 Ấn Tượng                                                                |
| 990 | Nguyễn Thị Minh Trang  | 1997     | 1,73 m (5 ft 8 in)      | Hà Nội                |                                                                               |

## Thông tin thí sinh
- Đoàn Thiên Ân: Hoa khôi Áo dài Nữ sinh Việt Nam 2018, Top 20 Hoa hậu Hòa bình Quốc tế 2022 cùng các giải phụ (Top 10 Before Arrival, Best National Costume - Fans Vote, Country's Power of The Year, Top 10 Best in Swimsuit).
- Chế Nguyễn Quỳnh Châu:  Quán quân Vietnam Fashion Icon 2014, Giải Ấn tượng tại cuộc thi F-Idol 2013, Người mẫu chiến thắng Project Runway Vietnam 2014, Top 9 Vietnam's Next Top Model 2014, Top 15 Hoa hậu Hoàn vũ Việt Nam 2015, Top 5 Hoa khôi Áo dài Việt Nam 2016, đăng ký tham gia Hoa hậu Hoàn vũ Việt Nam 2017 nhưng rút lui trước khi vòng sơ khảo bắt đầu vì lý do cá nhân, Huấn luyện viên Miss International Queen Vietnam (2023 và 2025).
- Trần Tuyết Như: Á hậu 1 Hoa hậu Thanh lịch Trung Hoa-Asean 2017, Top 11 The Face Vietnam 2018 - team Võ Hoàng Yến, Top 16 Hoa hậu Hoàn vũ Việt Nam 2022 cùng giải phụ (Top 5 Người đẹp Biển, Top 10 Best Face, Top 10 Best Catwalk, Top 10 Best Introduction, Top 11 Best Interview, Top 10 Best Body, Top 10 Best English Skill).
- Trần Nguyên Minh Thư: Hoa hậu Du lịch Đà Nẵng 2022.
- Ngô Thị Quỳnh Mai: Quán quân Thần tượng Thời trang F-Idol 2012, Á khôi 1 Miss Sunplay 2012, Top 18 Vietnam's Next Top Model 2013, Top 12 Asia's Next Top Model 2016, Top 45 Hoa hậu Hoàn vũ Việt Nam 2015, Á quân The Face Vietnam 2016 - team Lan Khuê, tham gia Hoa hậu Biển Việt Nam 2016 nhưng rút lui sau vòng sơ khảo vì lý do cá nhân, Top 70 Hoa hậu Hoàn vũ Việt Nam 2017 nhưng rút lui trước đêm bán kết vì lý do cá nhân, Huấn luyện viên Hoa hậu Chuyển giới Việt Nam 2023 và The Next Gentleman (mùa 2), Á quân 1 The New Mentor 2023 - team Thanh Hằng.
- Chu Lê Vi Anh: Top 8 Thử thách cùng bước nhảy 2014, Top 5 Hoa hậu Thể thao Việt Nam 2022 cùng giải phụ Người đẹp Tài năng. Á quân 3 Bước nhảy Hoàn vũ 2024 cùng giải phụ Nữ hoàng Standard.
- Bùi Lý Thiên Hương: Top 45 Hoa hậu Hoàn vũ Việt Nam 2017 cùng giải phụ Top 8 Best Face, Đăng quang Hoa hậu Việt Nam Toàn thế giới 2018, Top 15 Hoa hậu Siêu quốc gia Việt Nam 2018, Top 16 Hoa hậu Hoàn vũ Việt Nam 2022 cùng giải phụ (Top 12 Người đẹp Bản lĩnh, Top 10 Best Face, Top 22 Best Catwalk, Top 10 Best Body), Top 9 The New Mentor 2023 - team Thanh Hằng, Top 15 Hoa hậu Hòa bình Việt Nam 2024 cùng giải phụ (Best in Evening Gown, Top 8 Miss Elasten, Top 5 Best Seller Award, Top 10 Best Introduction Video, Top 5 Best in Swimsuit), Á hậu 1 Hoa hậu Trái Đất Việt Nam 2025 cùng giải phụ (Top 5 Người đẹp Thể thao, Người đẹp Thời trang, Người đẹp Truyền thông, Top 5 Người đẹp Biển, Top 5 Người đẹp Trang phục Môi trường).
- Nguyễn Thị Hồng Tuyết: Top 5 Hoa hậu Việt Nam 2018 cùng giải phụ (Người đẹp có gương mặt khả ái, Top 3 Người đẹp Thời trang, Top 10 Người đẹp Tài năng).
- Đỗ Trịnh Quỳnh Như: Top 10 Hoa khôi Áo dài Việt Nam 2016, Top 6 Hoa khôi Du lịch Việt Nam 2017 cùng giải phụ Người đẹp Thời trang, Quán quân Vietnam Fitness Model 2017, Đại diện Việt Nam dự thi Miss Model of The World 2017 nhưng không đạt thành tích, Top 15 Hoa hậu Siêu quốc gia Việt Nam 2018 cùng giải phụ Người đẹp Thể thao, Top 41 Hoa hậu Hoàn vũ Việt Nam 2022.
- Võ Thị Thương: Top 5 Hoa hậu Du lịch Đà Nẵng 2022 cùng giải phụ Người đẹp Thể thao, Top 20 Hoa hậu Thế giới Việt Nam 2022 cùng giải phụ Top 5 Người đẹp Thời trang.
- Vũ Thị Thảo Ly: Top 10 Hoa hậu các Dân tộc Việt Nam 2022.
- Nguyễn Tiểu Hồng: Top 60 Hoa hậu các Dân tộc Việt Nam 2022.
- Lê Thị Hồng Hạnh: Á hậu 3 Hoa hậu Hòa bình Việt Nam 2023 cùng giải phụ (Thuyết trình về Hòa bình hay nhất, Top 15 Best Hair Improvement by NH23), Top 24 The New Mentor 2023 - team Thanh Hằng.
- Phạm Thùy Dương: Top 6 Hoa khôi Đại học Ngoại thương 2022 cùng giải phụ (Top 12 Người đẹp Duyên dáng, Người đẹp trình diễn tốt nhất, Top 5 Người đẹp Tài năng), Top 5 Hoa hậu Việt Nam 2024 cùng giải phụ (Đại sứ Du lịch và Môi trường, Top 5 Đại sứ Truyền thông và Nghệ thuật).
- Nguyễn Thị Diễm (Kiều Diễm): Top 5 The Next Face Vietnam 2021 - team H'Hen Niê.
- Trần Thị Thùy Trâm: Top 70 Hoa hậu Hoàn vũ Việt Nam 2015, Top 8 Vietnam's Next Top Model 2016, Top 11 Vietnam's Next Top Model 2017, Top 40 Hoa hậu Hoàn vũ Việt Nam 2023, Top 15 Hoa hậu Hòa bình Việt Nam 2024 cùng giải phụ Best Catwalk.
- Đinh Thị Mỹ Ái: Đăng ký dự thi Hoa hậu Hòa bình Việt Nam 2025 nhưng rút lui trước vòng sơ khảo vì lý do cá nhân.
- Nguyễn Anh Thư: Top 5 Elite Model Look Vietnam 2014, Top 13 Vietnam's Next Top Model 2016.
- Đặng Thị Mỹ Khôi: Hoa khôi Áo dài Nữ sinh Việt Nam 2014, Top 45 Hoa hậu Hoàn vũ Việt Nam 2015, Top 10 Hoa hậu Biển Việt Nam 2016 cùng giải phụ Người đẹp Du lịch, Top 15 Hoa hậu Đại dương Việt Nam 2017, Top 45 Hoa hậu Hoàn vũ Việt Nam 2019, quán quân The Face Online by Vespa 2021 - team Mạc Trung Kiên, Cao Thiên Trang, tham gia The New Mentor 2023, hiện đang là người dẫn chương trình 60 giây của Đài Truyền hình Thành phố Hồ Chí Minh.
- Vũ Như Quỳnh: Top 5 Hoa khôi Thủ đô 2019, Top 38 Hoa hậu Thế giới Việt Nam 2022 cùng giải phụ Người đẹp được yêu thích nhất (vòng Chung khảo), Đăng quang Hoa khôi Thanh lịch Hà Nội 2023.
- Đặng Thị Tứ: Top 60 Hoa hậu các Dân tộc Việt Nam 2022.
- Trần Vũ Hương Trà: Top 40 Hoa hậu Biển Việt Nam Toàn cầu 2018, Đăng quang Hoa hậu thế giới người Việt tại Pháp 2019 cùng giải phụ Người đẹp biển và Người mặc trang phục dạ hội đẹp nhất.
- Bùi Bích Diệp: Top 5 Hoa khôi Du lịch Việt Nam 2020.
- Nguyễn Thị Diễm Trân: Top 10 Hoa hậu Thể thao Việt Nam 2022.
- Nguyễn Thị Kiều My: Top 42 Hoa hậu Thể thao Việt Nam 2022, Top 35 Hoa hậu Hòa bình Việt Nam 2025.
- Nguyễn Thị Thùy Vi: Top 42 Hoa hậu Thể thao Việt Nam 2022, Top 10 Hoa hậu Du lịch Việt Nam Toàn cầu 2021, Top 10 Hoa hậu Hòa bình Việt Nam 2023 cùng giải phụ (Miss Popular Vote, Best in Swimsuit (Fan Vote), Top 5 Best in Swimsuit, Top 15 Best Hair Improvement by NH23). Đăng quang Hoa hậu tại cuộc thi Hoa hậu và Nam vương Thần tượng Việt Nam 2024, Top 5 Hoa hậu Hoàn vũ Việt Nam 2025 cùng giải phụ (Người đẹp Biển, Cosmo Best Body Award, Top 12 Người đẹp Thời trang, Top 20 Người đẹp Bản lĩnh, Top 10 Cosmo Best Smile Award, Top 10 Cosmo Best Face Award), Giám đốc bản quyền Hoa hậu Hoàn vũ Việt Nam tỉnh Vĩnh Long.
- Trần Thị Thanh Nhật: Top 10 Hoa hậu Du lịch Việt Nam Toàn cầu 2021 cùng giải phụ Người đẹp Thể thao.
- Nguyễn Thị Quỳnh Trang : Top 15 Hoa hậu Các Dân tộc Việt Nam 2022 cùng giải phụ Người đẹp Du lịch, Top 11 Hoa hậu Trái Đất Việt Nam 2023 – team Hà Thu, Top 16 Hoa hậu Hoàn vũ Việt Nam 2023 cùng giải phụ (Top 10 Best Smile, Top 10 Best Face, Top 15 Best Catwalk, Top 15 Miss Purité), Top 20 Hoa hậu Hoàn vũ Việt Nam 2025 cùng giải phụ (Top 5 Cosmo Social Ambassador, Top 20 Người đẹp Bản lĩnh, Top 10 Cosmo Best Smile Award, Top 10 Cosmo Best Face Award).
- Cao Thị Cẩm Tú: Á quân Vietnam Fitness Model 2021.
- Nguyễn Thị Vân Anh: Top 10 Hoa hậu Sinh thái Việt Nam 2022.
- Bùi Thị Thục Hiền: Top 10 Hoa hậu Sinh thái Việt Nam 2022, Top 15 Hoa hậu Hòa bình Việt Nam 2023 cùng giải phụ (Best Catwalk, Top 5 Miss Fashion), Top 45 Hoa hậu Hoàn vũ Việt Nam 2025.
- Phù Thị Phương Trang: Top 10 Hoa hậu Sinh thái Việt Nam 2022.
- Phạm Thị Phương Trinh: Top 35 Hoa hậu Việt Nam 2022.
- Huỳnh Thới Ngọc Thảo (Nguyên Thảo): Diễn viên, MC vòng sơ khảo Hoa hậu Hòa bình Việt Nam 2023 và Nam vương Thế giới Việt Nam 2024.
- Hoàng Thị Kim Chi: Á hậu 3 Hoa hậu Trái Đất Việt Nam 2023 (Miss Fire Vietnam 2023) – team Bùi Quỳnh Hoa, Đại diện Việt Nam dự thi Hoa hậu Sinh thái Quốc tế 2024 nhưng không có thành tích gì.

## Dự thi quốc tế
| Cuộc thi                        | Đại diện           | Danh hiệu | Thứ hạng                  | Giải thưởng đặc biệt                                                                                                |
| ------------------------------- | ------------------ | --------- | ------------------------- | --- |
| Asia's Next Top Model 2016      | Ngô Thị Quỳnh Mai  | Á hậu 4   | Top 12                    | Không |
| Miss China-Asean Etiquette 2017 | Trần Tuyết Như     | Á hậu 2   | 1st Runner-up             | Không |
| Miss Model of the World 2017    | Đỗ Trịnh Quỳnh Như | Top 15    | Không đạt giải            | Không |
| Miss Vietnam World France 2019  | Trần Vũ Hương Trà  | Top 55    | Miss Vietnam World France | - Miss Sea Queen - Best Evening Gown                                                                                |
| Miss Grand International 2022   | Đoàn Thiên Ân      | Hoa hậu   | Top 20                    | - Top 10 Before Arrival - Best National Costume (Fans Vote) - Country's Power of The Year - Top 10 Best in Swimsuit |
| Miss Eco International 2024     | Hoàng Thị Kim Chi  | Top 55    | Không đạt giải            | - Top 10 Best Evening Gown - Top 20 Best National Costume                                                           |